# Incendie de la Tour des Mésanges
L'incendie de la Tour des Mésanges est un incendie meurtrier ayant eu lieu dans un immeuble de logements sociaux de la Cité des Oiseaux à Mons, la Tour des Mésanges, dans la nuit du 19 au 20 février 2003.
L'incendie, d'origine criminelle, se propagea rapidement dans les étages de l'immeuble, blessant 23 personnes et en tuant 7.
L'enquête mis au jour de nombreux problèmes de prévention incendie et aboutira à la condamnation de la société de logements sociaux "Toit et Moi", gestionnaire du site.

## Contexte

### La Tour des Mésanges
L'immeuble dit "Tour des Mésanges" était un immeuble de logement sociaux situé dans la cité dite "des Oiseaux" à Mons et gérée par la Société Régionale de Logements du Borinage (SORELOBO, devenue "Toit et Moi" en 2004). La cité fut inaugurée en 1968 et comportait cinq tours ayant chacune un nom d'oiseau (outre "Les Mésanges", on retrouve également "Les Pinsons", "Les Fauvettes", "Les Alouettes" et "Les Colombes").
L'immeuble comportait 75 logements répartis sur 12 étages ainsi qu'au rez-de-chaussée pour une hauteur de 46 mètres. Les étages se composaient de six appartements dont quatre étaient disposés autour d'une cage d'escalier et d’ascenseur débouchant sur un palier commun. Les deux autres appartements disposaient de leur propre cage d'escalier et d'ascenseur débouchant également sur des paliers communs.

### Protection incendie défaillante
Ayant été inaugurée en 1968, les tours de la cité des Oiseaux n'étaient pas soumises aux normes de prévention incendie, dont les premières n'ont sorti leurs effets qu'en 1972.
Ainsi, originellement, la tour des Mésanges ne disposait que d'une seule sortie d'évacuation, soit par les cages d'escaliers sur les paliers communs qui ne disposaient d'aucun exutoire de fumée. Les matériaux ne disposaient pas d'une résistance au feu particulière et des gaines techniques non-compartimentées parcouraient tout le bâtiment en hauteur afin de permettre le passage des tuyaux de gaz, de chauffage et d'eau.
A une époque indéterminée, probablement dans les années 1980, trois escaliers de secours ont été installés sur les façades avant et arrière ainsi que sur le pignon. L'accès à ces escaliers de secours était possible par une fenêtre située dans la chambre à coucher des appartements situés autour de la cage d'escaliers mais l'ouverture était située à 1,25 m du sol de l'appartement. Les deux autres appartements avaient accès à l'escalier de secours du pignon par des terrasses.
Enfin, les systèmes de lutte à incendie présents à l'intérieur de la tour des Mésanges faisaient régulièrement l'objet de dégradations de la part de vandales.
Il n'était dès lors pas rare que les services d'incendie interviennent régulièrement pour des départs de feu au sein des immeubles de la cité des Oiseaux et de la tour des Mésanges. De plus, les pompiers savaient que l'immeuble n'était pas au norme.

### Les services de secours en 2003
En 2003, les services de secours, notamment incendie, sont toujours organisés selon l'arrêté royal du 08 novembre 1967 portant, en temps de paix, organisation des service communaux et régionaux d'incendie et coordination des secours en cas d'incendie. Ainsi, selon l'article 12, 2° de l'arrêté royal, les pompiers de Mons font partie d'un service régional d'incendie de classe Y (composé de volontaires et de professionnels). Ce même arrêté royal prévoit que les services d'incendie sont sous l'autorité du Bourgmestre.

## L'incendie
Dans la nuit du 19 au 20 février 2003, un incendie se déclare au deuxième étage sur le palier d'un appartement. L'enquête démontrera plus tard que l'incendie était d'origine criminelle, de l'huile moteur ayant été répandue et enflammée.
À 1h19, l'incendie est signalé au service d'incendie de Mons. Celui-ci sera sur place à 1h23 et la police arrivera à 1h25. Dès leur arrivée, la situation est préoccupante. L'incendie se propage rapidement par les gaines techniques et de la fumée s'échappe de nombreuses fenêtres. Trois personnes se sont jetées par la fenêtre de leur appartement au sixième étage et n'ont pas survécu.
Le plan catastrophe est déclenché et les pompiers des communes avoisinantes de Saint-Ghislain, Quiévrain et La Louvière sont sollicités, ainsi que la protection civile. Il faudra plus de deux heures pour maitriser l'incendie, ce qui permettra une visite des appartements. Quatre personnes asphyxiées seront découvertes au douzième étage, portant le nombre de morts à sept. 23 blessés sont également à déplorer.

## Conséquences

### L'enquête et le procès
Dès le 21 février 2003, la thèse de l'incendie criminel est avancée par le procureur du Roi de Mons. Les facteurs déterminants dans la propagation de l'incendie seront l'absence de portes coupe-feu et d'isolation des gaines techniques ainsi que le non-fonctionnement de l'alarme incendie, éléments dont la SORELOBO était au courant. Ces éléments amèneront à la condamnations de la SORELOBO, devenue "Toit et Moi" en 2004, ainsi que celle de deux anciens directeurs de la société de logements sociaux en 2013.

### Modifications législative
En 2003, le Code wallon de l'habitation durable (logement) fut modifié à la suite de l'incendie de la tour des Mésanges pour y prévoir, à l'article 4bis, l'obligation de disposer d'au moins un détecteur de fumée dans les logements collectifs ou individuels.

## Sources
1. 1 2 3 4 5 6  Bernard Delguste, « Incendie dans l'immeuble-tour "Les Mésanges" à Mons », ANPI magazine, no 165,‎ mai 2003, p. 6-12 (lire en ligne  [PDF])
2. ↑  Xavier Mouligneau, « 20 ans après l'incendie des Mésanges à Mons : "C’était un moment intemporel, j’ai basculé dans un autre monde" », sur rtbf.be, 18 février 2023 (consulté le 22 mai 2025)
3. ↑  Arrêté Royal du 08 novembre 1967 portant, en temps de paix, organisation des services communaux et régionaux d'incendie et de coordination des secours en cas d'incendie (M.B. 18.11.1967), art. 12, 2°
4. ↑  Arrêté Royal du 08 novembre 1967 portant, en temps de paix, organisation des services communaux et régionaux d'incendie et de coordination des secours en cas d'incendie (M.B. 18.11.1967), art. 18
5. ↑  X, « Résidence des Mésanges: l'incendie est d'origine criminelle », sur dhnet.be, 12 mars 2003 (consulté le 22 mai 2025)
6. 1 2 3  Grégory Dufert, Ph.C. et S. P., « Tour infernale à Mons: nuit tragique dans le bloc des mésanges », sur dhnet.be, 21 février 2003 (consulté le 23 mai 2025)
7. ↑  Vincent Clerin, « Procès "Mésanges" à Mons: l'ex-bourgmestre acquitté, "Toit et moi" coupable », sur rtbf.be, 5 juin 2013 (consulté le 23 mai 2025)
8. ↑  Code wallon de l'habitation durable (logement) du 29 octobre 1998 (M.B. 04 décembre 1998) modifié par le décret du 15 mai 2003, art. 4bis